# Ciclo del metile
Il ciclo del metile o ciclo del metile attivato o ciclo della SAM (acronimo di S-adenosil metionina) è un processo biochimico i cui intermedi di reazione rientrano in importanti processi metabolici quali la biosintesi di neurotrasmettitori a partire da amminoacidi (ad esempio la sintesi di adrenalina a partire dalla fenilalanina, amminoacido essenziale). L'intermedio di reazione chiave è la S-adenosil metionina, molecola che presenta una parziale carica positiva sull'atomo di zolfo che rende il legame S+- CH3 molto polarizzato e quindi reattivo; la molecola tende quindi a donare il gruppo metile in forma di carbocatione CH3+.

## Intermedi di reazione

Ciclo della SAM

Il ciclo si apre e si chiude con una molecola di metionina, amminoacido essenziale che l'organismo è in grado di metabolizzare ma non di produrre:
1. Nel primo passaggio la metionina reagisce con un ATP; le due molecole condenseranno per formare S-adenosil metionina. La reazione è catalizzata da un enzima, la metionina adenosil transferasi. Tra i prodotti della reazione troviamo altre due molecole: un ortofosfato ed un pirofosfato precedentemente legate all'adenosina nella molecola di ATP. Il pirofosfato verrà in seguito idrolizzato in due ortofosfati dalla pirofosfatasi inorganica;
2. La S-adenosil metionina rientra ora in altre reazioni, ad esempio la metilazione di noradrenalina per ottenere adrenalina (reazione catalizzata dall'enzima feniletanolammina N-metiltransferasi). La S-adenosil metionina perde quindi il metile legato allo zolfo diventando S-adenosil omocisteina, intermedio che rientra nuovamente nel ciclo del metile;
3. La S-adenosil omocisteina è substrato di un'idrolasi, l'adenosil omocisteinasi che spezza il legame S-C liberando omocisteina e adenosina.
4. L'omocisteina è ora substrato della metionina sintasi, responsabile della metilazione dell'omocisteina in corrispondenza del gruppo sulfidrile per ottenere nuovamente metionina; questo passaggio comporta la chiusura del ciclo.

L'ultimo enzima della reazione, la metionina sintasi, prevede l'utilizzo di un gruppo metilico da legare al substrato. Tale gruppo metilico è fornito alla reazione da altri donatori di CH+3 come l'N-5-metil tetraidrofolato e la vitamina B12.